# Puertomingalvo
Puertomingalvo est une commune d’Espagne, dans la province de Teruel, communauté autonome d'Aragon, comarque de Gúdar-Javalambre. Puertomingalvo appartient à l'association Les Plus Beaux Villages d'Espagne.